# Kasi Lemmons
Kasi Lemmons est une réalisatrice, scénariste et actrice américaine, née le 24 février 1961.

## Filmographie

### Actrice
- 1988 : School Daze, de Spike Lee
- 1989 : Embrasse-moi, vampire, de Robert Bierman : Jackie
- 1990 : Le Silence des agneaux, de Jonathan Demme
- 1990 : Fear of a black hat, de Rusty Cundieff
- 1992 : Candyman, de Bernard Rose : Bernie Walsh
- 1993 : Chasse à l'homme, de John Woo : Détective Marie Mitchell
- 1994 : D.R.O.P. Squad, de David C. Johnson : June Vanderpool
- 1997 : Gridlock'd, de Vondie Curtis-Hall
- 1997 : L'Amour de ma vie : Angenelle
- 2001 : Urgences (Série télévisée - Saison 8 : épisode 15)
- 2013 : Disconnect d'Henry Alex Rubin

### Réalisatrice
- 1999 : Le Secret du bayou (Eve's Bayou)
- 2001 : The Caveman's Valentine
- 2007 : Talk to Me
- 2013 : Black Nativity (également scénariste)
- 2019 : Harriet
- 2020 : Self Made (mini-série)
- 2022 : I Wanna Dance With Somebody

### Scénariste
- Le Secret du bayou (1999)